# Yahia Djouadi
Pour les articles homonymes, voir Djouadi.
Yahia Djouadi, dit Abou Amar, mort le 26 février 2022 près de Tombouctou, est un djihadiste algérien.

## Biographie
En 1994, Yahia Djouadi rejoint le Groupe islamique armé (GIA) lors de la guerre civile algérienne.
Bras droit d'Abdelmalek Droukdel au sein du Groupe salafiste pour la prédication et le combat (GSPC), Yahia Djouadi est d'abord membre du bureau de l'information, organe de propagande du groupe. En septembre 2006, il est promu au poste de chef militaire.
À l'été 2007, Droukdel le nomme à la tête de la région IX avec la charge d'émir du Sahara, en remplacement de Mokhtar Belmokhtar. Cependant, cette charge lui est retirée en novembre 2011, Droukdel lui reprochant de ne pas avoir su gérer la rivalité entre Belmokhtar et Abou Zeïd,. Nabil Abou Alqama lui succède.
En 2015, il devient émir d'AQMI en Libye. En 2019,  il apparaît au Mali, dans la région de Tombouctou, comme coordinateur financier et logistique du groupe.
Yahia Djouadi est tué par l'armée française dans la nuit du 25 au 26 février 2022, à une centaine de kilomètres au nord de Tombouctou. La France annonce sa mort le 7 mars et précise qu'il a été éliminé lors d'une intervention au sol, appuyée par un hélicoptère Tigre et deux drones.